# Veľké Chlievany
Veľké Chlievany (Hongaars: Nagyhelvény) is een Slowaakse gemeente in de regio Trenčín, en maakt deel uit van het district Bánovce nad Bebravou.
Veľké Chlievany telt 481 inwoners.